# Miguel Vallejo Sebastián
Miguel Vallejo Sebastián (Barcelona, 27 de juliol de 1909 - Tolosa de Llenguadoc, 4 de març de 1962) fou un militant anarcosindicalista català, company de la també anarcosindicalista aragonesa Julia Miravé.
Instal·lat a Saragossa, va destacar dins el Sindicat del Metall de la CNT amb Antonio Ejarque Pina. Fou detingut per primer cop arran de la seva participació en la insurrecció anarquista de gener de 1933. El setembre de 1935 fou detingut novament per les autoritats republicanes quan era secretari de la Federació de la CNT de Saragossa.
En produir-se el cop d'estat del 18 de juliol de 1936 formà part dels grups que defensaren la ciutat de Saragossa contra els colpistes i durant la guerra civil espanyola fou Secretari Regional d'Aragó de la CNT alhora que lluitava en la 25a Divisió de l'Exèrcit Popular de la República. El març de 1937 ell i Ejarque van signar un acord amb la UGT d'Aragó i l'agost fou arrestat a Alcanyís per Enrique Líster arran la dissolució del Consell Regional de Defensa d'Aragó.
La fi de la guerra el va sorprendre amb la seva Divisió al port d'Alacant, on fou fet presoner. Les autoritats franquistes el condemnaren a mort, però li fou commutada per 20 anys de presó. Fou alliberat al cap d'uns anys i es dedicà a reconstruir la CNT aragonesa i a mantenir contactes amb el maquis de Terol. Les autoritats franquistes tornaren a detenir-lo, però el van soltar per manca de proves. El 1949 anà a València, on fou nomenat Secretari General de la CNT a la caiguda d'Antonio Castaños Benavent. Assetjat per la policia, s'establí a Barcelona fins que el maig de 1952 passà a França, on fou nomenat secretari general de la fracció possibilista de la CNT a l'exili en el IV Plenari (1952) i V Plenari (1954). Fou destacat membre del sector "col·laboracionista", és a dir, partidaris de col·laborar en els governs de la Segona República Espanyola en l'exili